# Do Not Expect Too Much from the End of the World
Do Not Expect Too Much from the End of the World (Nu aștepta prea mult de la sfîrșitul lumii, lett. "Non aspettarti troppo dalla fine del mondo") è un film del 2023 diretto da Radu Jude. 

## Trama
Il film è suddiviso in due parti. Nella prima parte, la giovane Angela guida per Bucarest per filmare un video sulla sicurezza sul lavoro commissionatole da una multinazionale, intervistando vari operai che, rimasti menomati, sperano tutti di ricevere il premio in denaro destinato alla persona che giudicata più adatta come portavoce della campagna di sensibilizzazione. La giornata di Angela è inframmezzata da scene prese da un film rumeno del 1981 su di una tassista bucarestina (Angela merge mai departe, di Lucian Bratu), messe in contrapposizione con le esperienze della sua omonima del 2023, e dai video-sfogo che la ragazza pubblica su TikTok tra un'intervista e l'altra, nei quali veste i panni del suo alias Bobiță, con le fattezze modificate da un filtro alla Andrew Tate. La seconda parte del film consiste nelle riprese vere e proprie del video sulla sicurezza sul lavoro.

## Produzione
Per il titolo, il regista si è ispirato a un aforisma dello scrittore polacco Stanisław Jerzy Lec (Pensieri spettinati, 1959).

## Distribuzione
Il film è stato presentato in anteprima il 4 agosto 2023 al Locarno Film Festival. È stato presentato anche al Toronto International Film Festival, al New York Film Festival e al Torino Film Festival. È stato poi distribuito nelle sale cinematografiche rumene a partire dal 27 ottobre 2023, mentre in quelle italiane dalla Cat People a partire dal 14 novembre 2024.

## Accoglienza
Su Rotten Tomatoes, il film ha un indice di gradimento del 97% basato su 77 recensioni, con una valutazione media di 8,5/10.
I Cahiers du cinéma l'hanno classificato al 7º posto nella loro lista dei 10 miglior film del 2023.

## Riconoscimenti
Il film è stato scelto come candidato rumeno all'Oscar al miglior film internazionale 2024, senza essere candidato.
- Locarno Film Festival[8][9][10]
  - 2023 – Premio speciale della giuria
- Chicago International Film Festival
  - 2023 – Hugo d'argento per la migliore interpretazione a Ilinca Manolache
- Festival Internacional de Cine de Gijón
  - 2023 – Premio Albar al miglior film
- Premio Gopo
  - 2024 – Migliore attrice protagonista a Ilinca Manolache
- 2024 – Boston Society of Film Critics[11]
  - Miglior film in lingua straniera
- 2025 – National Society of Film Critics[12]
  - Miglior sceneggiatura (2º posto) a Radu Jude
  - Miglior film straniero (2º posto)
  - Miglior attrice (3º posto) a Ilinca Manolache